# چهارمهن
چهارمهن، مرکز دهستان سیدآباد و روستایی از توابع بخش سیدآباد شهرستان چناران در استان خراسان رضوی ایران است.

## جمعیت
این روستا در دهستان چناران قرار دارد و براساس سرشماری مرکز آمار ایران در سال ۱۳۹۵، جمعیت آن ۳۷۰ نفر (۱۱۱ خانوار) بوده‌است.